# 梅拉爾達·瓦倫
梅拉爾達·瓦倫（英語：Meralda Warren，1959年6月28日—），全名梅拉爾達·艾娃·朱尼爾·瓦倫（Meralda Elva Junior Warren）是出身於英國海外領土皮特肯群島的藝術家、作家和詩人，以英語和皮特肯語創作。她與島上的兒童共同撰寫的《我在皮特肯最喜歡的地方》一書，是第一本用英語和皮特肯語撰寫和出版的書。作為一名藝術家，她也用波里尼西亞傳統的塔帕布進行創作。她還出版了一本介紹皮特肯島美食的烹飪書。
瓦倫還擔任過該島的護士、唯一的警官、業餘無線電操作員、領土管理委員會成員等多項角色。

## 生平
梅拉爾達·瓦倫於1959年6月28日出生在皮特肯島（Pitcairn Island），是雅各布·拉爾夫·瓦倫（Jacob Ralph "Chippie" Warren，1920－2007）和瑪維斯·瑪麗·布朗（Mavis Mary Brown，1936－）的第二個孩子。傑伊·瓦倫（1950－）梅拉爾達·瓦倫的哥哥，他曾擔任皮特肯群島的第三任市長（2004－2007）及該殖民地的第29任治安官（magistrate，任期為1991年－1997年）。梅拉爾達·瓦倫也是皮特肯群島第四任市長麥克·瓦倫（1964－）的堂姊。她是1789年的邦蒂島兵變中叛變者的後裔，也是1790年與叛變者一起前往該島定居的大溪地人的後裔。:pp.xiii–xvii

### 職涯
瓦倫是一位詩人，也是兩本書的作者，其中包括與皮特肯島上的兒童一起寫的《我在皮特肯最喜歡的地方》（Mi Base side orn Pitcairn）。這是第一本以皮特肯語和英語撰寫和出版的書。
她的作品包括一本介紹皮特肯群島美食的烹飪書《皮特肯的味道》（Taste of Pitcairn），以及皮特肯語和英語詩歌。皮特肯語是一種以英語為基礎的克里奧爾語，源自十八世紀的英語和大溪地語。2007年，瓦倫開始復興皮特肯創作塔帕布的藝術傳統，塔帕布是一種波利尼西亞文化中常見的樹皮編織布，她的作品曾在大溪地、諾福克島和紐西蘭的博物館和畫廊展出。2011年，她成為「大英國協聯繫國際藝術駐留計劃」（Commonwealth Connections International Arts Residency）的七位藝術家之一，該計劃為她提供了8000英鎊的資助，使她能夠在紐西蘭與其他藝術家合作。她也是第一位來自皮特肯群島的獲獎者。
由於皮特肯群島的人口不多，岛上僅有的數十位居民經常擔任多種職務或工作。:pp.31在她的個人網站上介紹了她的許多工作，其包括護理師、無線電報務員、合作社商店員工、理事會成員、警察、移民官、土地委員會主席，土地法庭成員、養蜂人、無線網絡安裝員，清潔工、處理旅遊和娛樂事務等等。
從1996年開始，瓦倫開始擔任該島唯一的警官。由於自1950年代以來島上沒有人被捕，她的職責僅是發放駕駛執照和在遊客的護照上蓋章。:pp.30–31瓦倫並沒有當警察的資格，也沒有接受過正規培訓，之所以給他這份工作，是因為島上每個人都有「工作」。島上的監獄「僅有花園小屋大小，到處都是白蟻」，牢房則被用來存放建築材料和救生衣。:pp.31當該島因性虐待醜聞而成為國際焦點時，一名被派往該島的執法專業人員批評了他們的做法，並說「很明顯，他們的治安標準實際上是不夠的」。:pp.31
瓦倫於2004年12月15日的大選中當選為群島的理事會成員。作為一名電台操作員，她以VP6MW的呼號進行廣播。

### 皮特肯性侵犯案審判
在皮特肯的性虐待審判中，瓦倫直言不諱地對關於島上女孩年幼時遭受性虐待的指控做出批評，並斥責警方對皮特肯一些男性居民的起訴。她表示，皮特肯島上的年輕女孩通常在12歲以後就開始有性行為，這種習慣早從先民於1790年該島定居以來就開始了。一名居民奧莉薇·克莉絲蒂安（Olive Christian）在談及其少女時代時說，「我們都認為性就像餐桌上的食物」。
皮特肯島上的許多男人都指責英國警察想要說服涉案婦女提起公訴。一些婦女同意這一說法，並主張這次的審判是「英國人的陰謀，目的是要把（社區裡）健全的男子關進監獄，並『關閉』該島嶼；英國官員刻意刁難所有有活力的年輕人，因為他們是這個地方的骨幹。」
島上大多數居民否認指控，或為這些指控辯護。:p.85在審判期間，瓦倫散發了一首題為〈7是幸運數字嗎？〉（Is Seven a Lucky Number?）的詩，批評英國政府和律師企圖違反島上的傳統，將英國法律強加於人。
| There's never an age consent set in our Laws Oh 16 is in the British clause What book they choose What next law will they ruse Why must these Seven men be used[4]:p.132 | 我們的法律從來沒有規定過同意年齡 哦，16是在英國的條款中 他們選擇什麼書 他們下一個用作伎倆的法律是什麼 為什麼一定要用這七個人 |
隨著案件的進行，瓦倫曾說，「我們的世界已經跌入谷底…我們失去了對彼此的信任。」:p.85 其兄杰·瓦倫（Jay Warren）也因為「非禮」（indecent assault）而遭到指控，但於2004年10月24日被無罪釋放，而其他被告則都在至少一項指控上被判有罪。
瓦倫在喝醉後與另一名居民發生了爭執，並被判定犯下了攻擊罪。該案由一名皇家檢察官指控，並由一名新西蘭地方法官審理。沃倫被處以60新西蘭元的罰款，而英國政府為起訴此案花費了4萬新西蘭元。:p.179

## 作品
- 1986年：《皮特肯的味道：第一本皮特肯島的烹飪書》（A Taste of Pitcairn: The First Pitcairn Island Cookbook）[12]
- 2008年：《我在皮特肯最喜歡的地方》（Mi Base side orn Pitcairn）（編者）[13]
- 2010年：《皮特肯的味道：第一本皮特肯島的烹飪書》（更新版）[14]

## 註解
1. ↑  該案共有7名被告[10]，故稱。